# تريفور بيري
تريفور بيري (بالإنجليزية: Trevor Berry)‏ (1 أغسطس 1974 في المملكة المتحدة - ) هو لاعب كرة قدم بريطاني في مركز الوسط. لعب مع أستون فيلا وسكونثورب يونايتد ونادي بورنموث ونادي روذرهام يونايتد وووترفورد يونايتد.

## وصلات خارجية
- تريفور بيري على موقع قاعدة بيانات كرة القدم.إي يو (الإنجليزية)
- تريفور بيري على موقع Soccerbase.com (لاعب) (الإنجليزية)